# Dasiops plaumanni
Dasiops plaumanni är en tvåvingeart som beskrevs av Mcalpine 1964. Dasiops plaumanni ingår i släktet Dasiops och familjen stjärtflugor. Inga underarter finns listade i Catalogue of Life.